# Klasztor Sióstr Sacré Coeur w Zbylitowskiej Górze
Klasztor Sióstr Sacré Coeur w Zbylitowskiej Górze – klasztor, dawniej ze szkołą i internatem dla dziewcząt, założony w 1901 roku przez Zgromadzenie Najświętszego Serca Jezusa (Sacré Coeur) w Zbylitowskiej Górze, obecnie znajdujący się w granicach Tarnowa w województwie małopolskim.

## Lokalizacja
Zabudowania klasztorne Sióstr Sacré Coeur zlokalizowane są w południowo-zachodniej części Tarnowa w województwie małopolskim, przy ul. Pszennej na terenie osiedla Zbylitowska Góra, którego obszar był częścią miejscowości Zbylitowska Góra do 1960 roku. Znajdują się w administracyjnych granicach osiedla nr 8 Mościce, jednostki pomocniczej Gminy Miasta Tarnowa.

## Historia
Siostry Sacré Coeur przybyły do Zbylitowskiej Góry ze skasowanego klasztoru w Lyonie, na zaproszenie biskupa tarnowskiego Leona Wałęgi. W 1901 na terenie zakupionym od Stanisława Żaby, właściciela wsi, rozpoczęły budowę klasztoru Zgromadzenia Sióstr Najświętszego Serca Jezusa Sacré Coeur. W 1903 przy klasztorze powstało Liceum Humanistyczne, a klasztorna kaplica boczna została otwarta dla wiernych. W tym samym roku zostały sprowadzone neoromańskie ołtarze z klasztoru w Lyonie. Tzw. „zakład wychowawczy” rozwijał się i jak donosił tygodnik „Świat” z 15 sierpnia 1908:
„Jednocześnie osobny budynek zwany szkołą garnie w swe mury do 180 dzieci włościańskich, które prócz bezpłatnej nauki i umiejętności robót ręcznych otrzymują zapomogi i ubrania.(...) Panienki pragnące wprawiać się w gospodarstwo domowe, mają sposobność ku temu: na skraju lasu zbudowano bowiem specyalny budynek dla sztuczej i zwykłej hodowli drobiu, jaką prowadzi specyalista z Saksonii, a rasowe krowy i trzoda zaopatrują zakład w doskonałe mleczywo i wędliny przez cały rok."
W rozległym ogrodzie grywano w tenisa, krykieta a nawet piłkę nożną. Dostępne były urządzenia kąpielowe i sala gimnastyczna. Kilka razy w tygodniu do zakładu dojeżdżali profesorowie krakowscy. Wśród uczennic były przedstawicielki wielu rodów szlacheckich m.in. Czartoryskich, Chłapowskich, Czetwertyńskich, Dzieduszyckich, Stadnickich. Siostry posiadały ogrody, sad, szklarnie, w których nie tylko uczyły swoje podopieczne spraw gospodarskich, ale prowadziły faktyczną działalność gospodarczą sprzedając warzywa, owoce, sadzonki.  
W latach 1908–1910 dobudowano do istniejącego klasztoru kościół wg projektu Janusza Rypuszyńskiego. W 1915 podczas ostrzału artyleryjskiego kościół i klasztor, gdzie stacjonowali oficerowie armii rosyjskiej mocno ucierpiały. Wielu żołnierzy zginęło, pochowani zostali na cmentarzu wojennym numer 199. W 1927 przez dwa miesiące w klasztorze przebywał Stefan Wyszyński. W czasie II wojny światowej w klasztorze zorganizowano tajne komplety w zakresie gimnazjum i liceum. Naukę pobierało tu 30 uczniów, a egzamin dojrzałości złożyło 8 osób.   

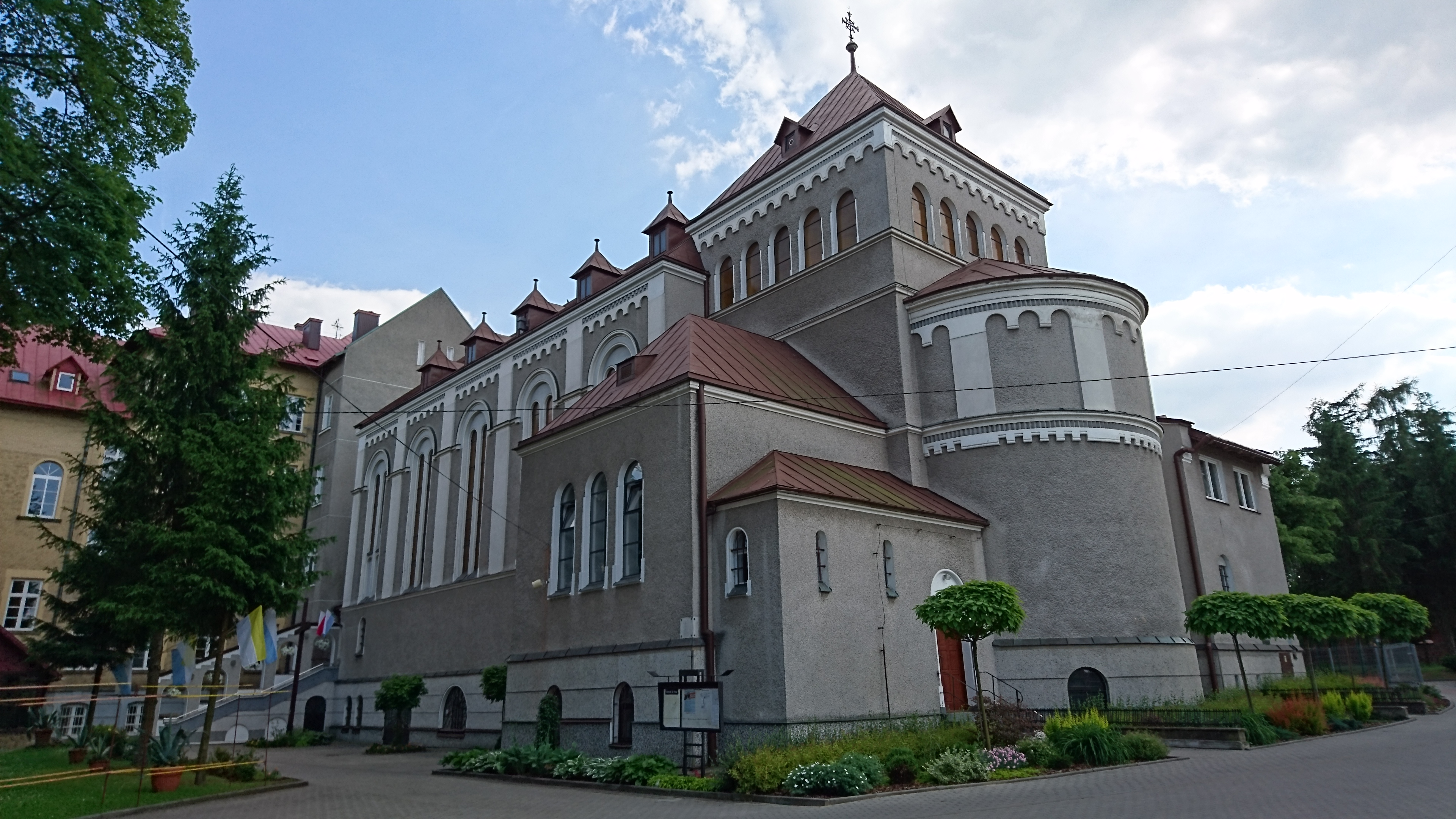
Zbudowana w latach 1908–1910 świątynia klasztorna, od 1980 parafialny kościół św. Stanisława Kostki

Po II wojnie światowej większość zabudowań klasztornych zostało przejętych przez państwo. Na terenie klasztoru powstały zakłady wychowawcze, przekształcone w 1948 roku w Państwową Szkołę Rolną, a następnie w Technikum Mechanizacji Rolnictwa. W 1950 na terenie Liceum Rolniczego w Zbylitowskiej Górze wśród uczniów zawiązała się konspiracyjna organizacja „Związek Wolności”. W 1957 roku siostry otworzyły trzyletnią szkołę gospodarczą, w 1963 zaczęły prowadzić kursy szycia. W 1980 roku siostry otworzyły nieoficjalne przedszkole, w 1995 zostało wpisane do rejestru placówek niepublicznych, w 2000 roku zmieniono jego profil na artystyczny. Od 2015 roku jest częścią zespołu szkolno-przedszkolnego Sacré Cœur.  
W 1960 roku część terenu wsi, na której znajdował się również klasztor i szkoła włączono w granice miasta Tarnowa. W 1980 wydzielono nową parafię św. Stanisława Kostki w Tarnowie-Zbylitowskiej Górze.

## Siostry z miejscowego klasztoru Sacré Coeur
- siostra Antonina Jaworska RSCJ - w czasie okupacji pomagała Żydom, wynosząc żywność pod fartuchem i przekazując je Judenkommando[17][18].
- siostra Czesława Lorek RSCJ (1938-2003) - urodziła się w Biczycach Górnych. 11 lutego 1960 wstąpiła do  klasztoru sióstr Sacré Coeur w Zbylitowskiej Górze. W 1984 wyjechała jako misjonarka do Afryki. Pracowała w Demokratycznej Republice Konga. Zmarła 21 maja 2003 na skutek pobicia w kościele parafialnym w Kinszasie[19][20].
- siostra Jadwiga Skudro RSCJ (1914-2009) - współzałożycielka Ruchu Światło-Życie[21][22]

## Absolwentki szkoły przy klasztorze Sacré Coeur

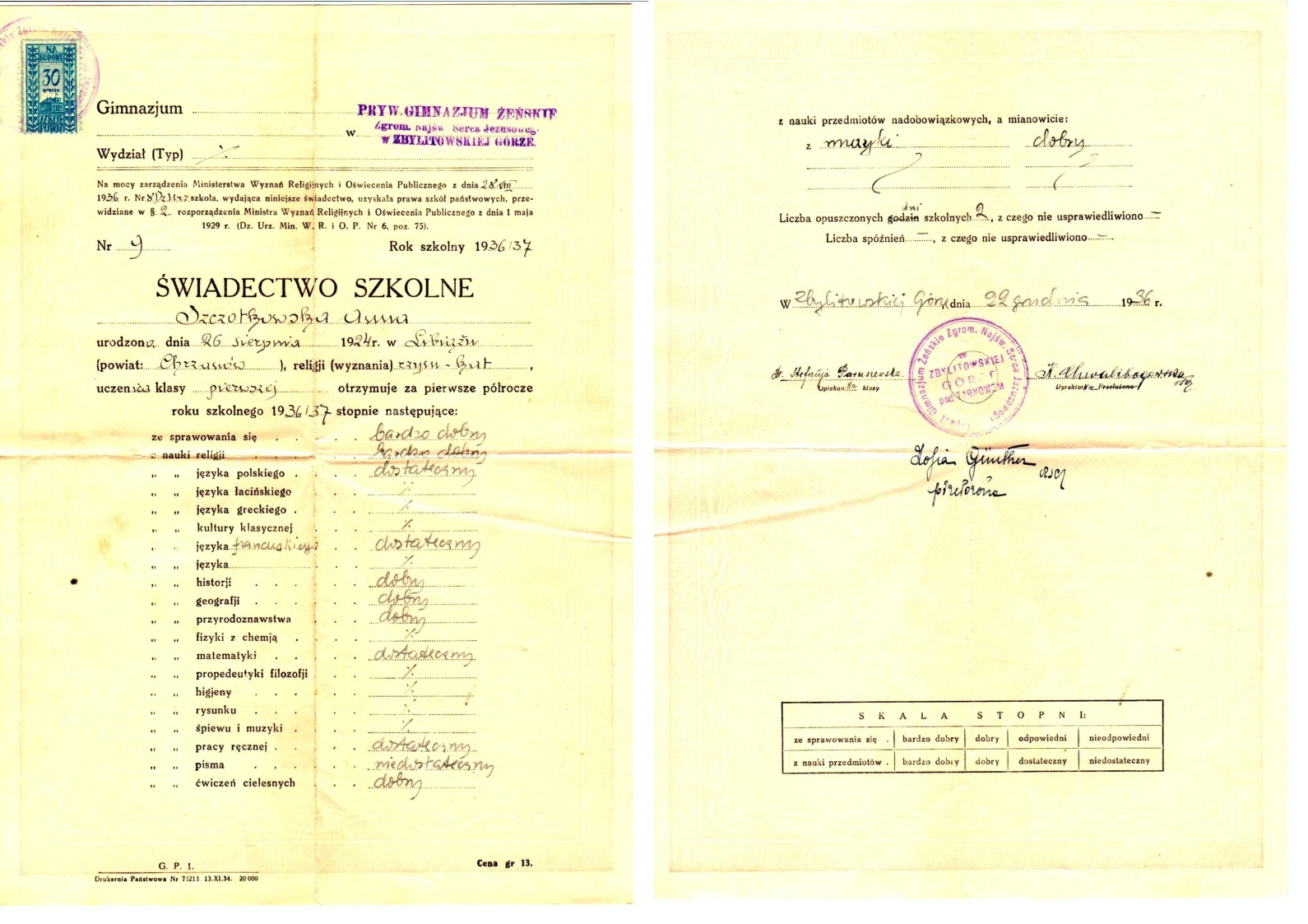
Świadectwo szkolne ze szkoły Sacré Coeur

- Elżbieta Borkowska (1888-1982) ps. „Bieta”, pielęgniarka, działaczka społeczna odznaczona Złotym Krzyżem Zasługi, Krzyżem Kawalerskim oraz odznaką „Za wzorową pracę w Służbie Zdrowia”[23].
- Jadwiga Czartoryska z d. Stadnicka (1913-2009) ps. „Tuja”, porucznik Armii Krajowej[24][7].
- siostra Józefa Ledóchowska (1907-1983) w 1926 zdała maturę w Gimnazjum Sióstr Sacré-Coeur w Zbylitowskiej Górze, urszulanka, w czasie okupacji pracowała w zorganizowanym tajnym nauczaniu, przełożona centrum włoskiego i domu generalnego przy via di Villa Ricotti w Rzymie[25].
- Maria Bisping z d. Światopełk-Czetwertyńska (1891-1980), ps. "Ola" porucznik Armii Krajowej, powstaniec warszawski[26].
- Zofia Tarnowska-Moss (1917-2009)[27]